# BUG FILMS
BUG FILMS INC. (株式会社バグフィルム, Kabushiki-gaisha Bagu Firumu) est un studio d'animation japonais fondé en 2021.

## Histoire
Fondée en tant que filiale de Twin Engine, en septembre de 2021, par Hiroaki Kojima, qui a travaillé comme producteur pour OLM en Mix, Major 2nd et Komi cherche ses mots.
Lors de son établissement, le directeur exécutif Kojima a dit: "J'ai fondé Bug Films par désir de créer "quelque chose de valeur pour le spectateur". Tous les jours, d'innombrables œuvres d'animation sont créées dans le monde. Nous ne voulons pas nous laisser influencer par les tendances et nous mettre au défi de créer de nouvelles expressions”.
De plus, avec l'établissement de l'entreprise, l'entreprise mère, Twin Engine planifie de "fortifier la ligne de production en visant une expansion globale".
Son premier travail comme animateur principal est l'adaptation en animé du manga Zom 100: Bucket List of the Dead.

## Œuvres

### Animés
| Année | Titre                            | Directeur      | Date de première Diffusion | Date de dernière Diffusion | Eps | Notes                                                                 | Refs. |
| ----- | -------------------------------- | -------------- | -------------------------- | -------------------------- | --- | --------------------------------------------------------------------- | ----- |
| 2023  | Zom 100: Bucket List of the Dead | Kazuki Kawagoe | 9 juillet 2023             | 26 décembre 2023           | 12  | Adaptation du manga écrit par Haro Aso et illustré par Kōtarō Takata. | ,     |
| 2025  | L'Atelier des sorciers           | Ayumu Watanabe | 2025                       |                            |     | Adaptation du manga écrit et illustré par Kamome Shirahama            | [ 9 ] |

### En collaboration
- Komi-san wa, komyushō desu. (Production principale: OLM; Assistant de production (ep. 1), 2021)[10],[11]
- Summer Time Rendering (Production principale: OLM; Production d'animation (OP2; ED2), Avance de production (ep. 23), Assistance de production (eps. 15, 23), 2022)[11],[12]